# VdB 65
vdB 65 è una nebulosa a riflessione, visibile nella costellazione dell'Auriga.
La nebulosa si individua nella parte meridionale della costellazione, al confine coi Gemelli; la sua individuazione è facilitata dalla presenza della stella κ Aurigae, di magnitudine 4,32, da cui ci si sposta per 5° in direzione WNW. La sua declinazione moderatamente settentrionale fa sì che essa possa essere osservata agevolmente da entrambi gli emisferi celesti, sebbene gli osservatori dell'emisfero boreale siano più avvantaggiati; il periodo in cui raggiunge la più alta elevazione sull'orizzonte è compreso fra i mesi di ottobre e febbraio.
vdB 65 costituisce una piccola porzione della grande nube molecolare LDN 1557, che a sua volta fa parte di un vasto complesso nebuloso molecolare oscuro che include altre nubi vicine, come LDN 1550, LDN 1555 e LDN 1560. La stella centrale che illumina la nebulosa ha una magnitudine apparente pari a 10,63; la distanza è stata stimata sui 1100 parsec (circa 3600 anni luce).